# Мови Японії
Найпоширенішою мовою в Японії є японська, яка розділена на кілька діалектів, причому токійський діалект вважається стандартною японською.
Окрім японської мови, на Окінаві та частині Каґосіми на островах Рюкю розмовляють рюкюськими мовами. Разом із японською ці мови є частиною японської мовної сім’ї, але це окремі мови, і не є взаємно зрозумілими з японською мовою або один з одним. Усі рюкюські розмовні мови класифіковані ЮНЕСКО як такі, що перебувають під загрозою зникнення.
На Хоккайдо існує мова айнів, якою розмовляють айни, які є корінним населенням острова. Мови айну, з яких хоккайдо-айну є єдиним наявним різновидом, є ізольованими та не належать до жодної мовної сім’ї. Починаючи з періоду Мейдзі, японська мова набула широкого вжитку серед народу айнів, і, отже, мови айнів були класифіковані ЮНЕСКО як такі, що перебувають під загрозою зникнення.
Крім того, такі мови, як орокська, евенкійська та нівхська, якими розмовляють на півдні Сахаліну, що раніше був під контролем японців, стають все більш загрозливими. Після того, як Радянський Союз взяв контроль над регіоном, носії цих мов та їхні нащадки мігрували до материкової частини Японії та досі існують у невеликій кількості.

## Історія
Лише незабаром після початку другого століття в китайських текстах з’явилися вказівки на мову. У Японії були прийняті китайські ієрогліфи та зроблені записи розмовної мови. Символи хіраґани та катакани були включені як відносно точний спосіб представлення звуків китайських ієрогліфів.

### Рюкюські
Китайські ієрогліфи вперше були введені в рюкюських мовах незадовго до XIII століття. Подробиці щодо мови до того часу невідомі. Записи XIV століття свідчать про те, що острови Рюкю подарували Китаю мову хірагана, що вказує на те, що ці мови були пов’язані з материковою японською на той час.

### Айнські мови
Історія свідчить, що жителі Хоккайдо, Сахаліну та Курильських островів розмовляли мовами айнів, але в Тохоку та навколо нього також є місця, назви яких походять від айнської мови. Відповідно до записів XVI століття, мови айнів не мали писемності. Лише з XIX століття мови айнів почали використовувати катакана.

### Орокська мова
Записи показують, що мовою ороків розмовляли під час останньої частини періоду Едо на Хоккайдо, Сахаліні та Курильських островах; однак досі існує лише кілька мовців. 

### Нівхська мова
Як і орокська, нівхська мова нею розмовляли на Сахаліні, а пізніше на Хоккайдо, та на Курильських островах. Невідомо, чи носії нівхської мови ще залишилися в Японії.

### Європейські мови
Починаючи з середньовіччя, завдяки візитам європейців, японська мова ввібрала ряд іноземних слів.
Після 1543 року португальська мова була початковою мовою спілкування з європейцями, але пізніше її замінила голландська після того, як японці виселили португальців із країни. Японський уряд вів переговори із західною владою голландською мовою приблизно до 1870 року. Відтоді англійська стала основною мовою спілкування із західними країнами.

## Класифікації мов
Усні мови, якими розмовляють корінні жителі острівної країни Японії нині і під час письмової історії, належать до одного з двох основних типів людської мови:
- Японські мови
  - Японська мова (Див. також японські діалекти)
    - Хачіджьо
    - Східнояпонська
    - Західнояпонська
    - Кюсю японська

  - Рюкюські мови
    - Північні рюкюські мови
      - Амамі
      - Куніґамі
      - Окінава

    - Південні рюкюські мови
      - Міяко
      - Яеяма
      - Йонагуні
- Айнські мови
  - Мова хоккайдо-айну
  - Сахалінська айнська мова (вимерла)
  - Мова курильських айнів (вимерла)

Крім цих двох корінних мовних сімей, існує японська жестова мова, а також значні меншини етнічних корейців і китайців, які становлять відповідно близько 0,5% і 0,4% населення країни і багато з яких продовжують розмовляти своєю етнічною мовою приватно (див. Zainichi Korean). Існує також помітна історія використання канбун (класичної китайської мови) як мови літератури та дипломатії в Японії, подібно до статусу латинської мови в середньовічній Європі, що залишило незгладимий слід у лексиці японської мови. Канбун є обов'язковим предметом у навчальних програмах більшості японських середніх шкіл.

## Подальше читання
Про роль голландської мови в Японії
- Groot, Henk de (3 жовтня 2016). Dutch as the language of science and technology in Japan: the Bangosen lexical works. Histoire Épistémologie Langage. 38 (1): 63—82. doi:10.1051/hel/2016380104. (PDF) - Abstract available in French
- Joby, Christopher (2016). Recording the History of Dutch in Japan. Dutch Crossing. 40 (3): 219—238. doi:10.1080/03096564.2016.1139779. - Posted online on 24 February 2016
- Joby, Christopher Richard (2018). Dutch in Seventeenth-Century Japan: A Social History. Dutch Crossing. 42 (2): 175—196. doi:10.1080/03096564.2017.1279449. - Posted online on 26 February 2017
- Joby, Christopher Richard (2017). Dutch in Eighteenth-Century Japan. Dutch Crossing: 1—29. doi:10.1080/03096564.2017.1383643. - Posted online on 7 October 2017